# Роуз Кларк
Роза (Розі) Кларк (англ. Rose Clark, справжнє ім'я англ. Harriette Candace Clark; 1852—1942) — американська художниця і фотографка. Дружила з американською поеткою і фотографкою Elizabeth Flint Wade, виставляючись з нею під ім'ям «Rose Clark and Elizabeth Flint Wade».

## Біографія
Народилася в 1852 році в місті Ла-Порт, штат Індіана.
Навчалася мистецтву і пізніше викладала живопис у 1880-х роках в школі Saint Margaret's School в Буффало, штат Нью-Йорк. Однією з її учениць була Мейбл Додж, на віллі якої у Флоренції через деякий час працювала Роза Кларк.
З 1890 року Кларк зайнялася фотографією і працювала самостійно до 1898 року. Потім, познайомившись з фотографкою Elizabeth Flint Wade, мисткині почали спільну 12-річну діяльність в області фотографії. 
Десь у 1900 році Кларк почала листування з фотографом Альфредом Штігліцем, який всіляко підтримував і наставляв у мистецтві. Штігліц вказав у статті в журналі Century Magazine в 1902 році, що вона разом з Гертрудою Кезебір, Євою Ватсон-Шютце і Мері Девенс — в числі десяти найвідоміших американських фотографів того часу. 
Близько 1920 року Роза Кларк переїхала з Буффало в Нью-Йорк, де успішно продавала свої роботи, але в 1926 році знову повернулася в Буффало. Вона ніколи не була одружена і про її особисте житті відомо мало.
Померла в Баффало 28 листопада 1942 року. Похована на батьківщині в місті Ла-Порт.

## Кларк і Вейд
Вперше обидві фотографки спільно експонувалися в рамках Buffalo Society of Artists і New York Camera Club в 1899 року. Більш ніж наступні 10 років їх фотографії були представлені на найбільших виставках по всьому світу, включаючи Чиказький художній інститут, Пенсільванську академія витончених мистецтв, Галерею Коркоран, Photo Club de Paris, а також Всесвітню виставку 1904 року в Сент-Луїсі і Pan-American Exposition в Буффало в 1901 році. У 1902 році Штігліц випустив портфоліо їх робіт American Pictorial Photography обмеженим тиражем в 150 екземплярів, щоб показати кращі фотографії мисткинь для цінителів цього виду мистецтва. Співпраця фотографок закінчилося близько 1910 року. Причина розпаду творчого дуету невідома, можливо, це було обумовлено зміною в здоров'ї Вейд, яка померла п'ять років по тому.